# Mitracarpus
Genre
Mitracarplus est un genre de plantes de la famille des Rubiaceae.

## Liste d'espèces
Selon Catalogue of Life (8 mars 2020) :
- Mitracarpus acunae Alain
- Mitracarpus albomarginatus E.B.Souza
- Mitracarpus anthospermoides K.Schum.
- Mitracarpus aristatus Borhidi & Lozada-Pérez
- Mitracarpus bacigalupoae E.L.Cabral, W.A.Medina & E.B.Souza
- Mitracarpus bahorucanus Zanoni
- Mitracarpus bakeri Urb.
- Mitracarpus baturitensis Sucre
- Mitracarpus bicrucis Bacigalupo & E.L.Cabral
- Mitracarpus brachystigma Urb.
- Mitracarpus brasiliensis M.L.Porto & J.L.Wächt.
- Mitracarpus breviflorus A.Gray
- Mitracarpus brevis K.Schum. & R.Fr.
- Mitracarpus buiquensis E.B.Souza & Zappi
- Mitracarpus capitatus Lozada-Pérez & Borhidi
- Mitracarpus carajasensis E.L.Cabral, Sobrado & E.B.Souza
- Mitracarpus carnosus Borhidi & Lozada-Pérez
- Mitracarpus christii Urb.
- Mitracarpus decumbens Urb.
- Mitracarpus depauperatus Britton & P.Wilson
- Mitracarpus diversifolius E.B.Souza & E.L.Cabral
- Mitracarpus eichleri K.Schum.
- Mitracarpus eitenii E.B.Souza & E.L.Cabral
- Mitracarpus eritrichoides Standl.
- Mitracarpus falcatus Lozada-Pérez & Borhidi
- Mitracarpus federalensis E.L.Cabral, Sobrado & E.B.Souza
- Mitracarpus fernandesii E.L.Cabral, Sobrado & E.B.Souza
- Mitracarpus filipes Huber
- Mitracarpus fischeri (Link) Cham. & Schltdl. ex DC.
- Mitracarpus flagellatus Sucre
- Mitracarpus floribundus Borhidi & Lozada-Pérez
- Mitracarpus fortunii Britton & P.Wilson
- Mitracarpus frigidus (Willd.) K.Schum.
- Mitracarpus froesii (Sucre) E.L.Cabral & E.B.Souza
- Mitracarpus glabrescens (Griseb.) Urb.
- Mitracarpus gypsophilus Borhidi & E.Martínez
- Mitracarpus haitiensis Urb.
- Mitracarpus hasslerianus Chodat
- Mitracarpus hirtus (L.) DC.
- Mitracarpus laeteviridis C.Wright
- Mitracarpus lhotzkyanus Cham.
- Mitracarpus linearifolius A.Rich.
- Mitracarpus linearis Benth.
- Mitracarpus longicalyx E.B.Souza & M.F.Sales
- Mitracarpus maxwelliae Britton & P.Wilson
- Mitracarpus megapotamicus (Spreng.) Kuntze
- Mitracarpus micranthus Borhidi & E.Martínez
- Mitracarpus microspermus K.Schum.
- Mitracarpus nitidus E.B.Souza & Zappi
- Mitracarpus parvulus K.Schum.
- Mitracarpus polycladus Urb.
- Mitracarpus portoricensis (Urb.) Urb.
- Mitracarpus pusillus Steyerm.
- Mitracarpus recurvatus Standl.
- Mitracarpus rigidifolius Standl.
- Mitracarpus rizzinianus Machado
- Mitracarpus robustus E.B.Souza & E.L.Cabral
- Mitracarpus sagranus DC.
- Mitracarpus salzmannianus DC.
- Mitracarpus scaberulus Urb.
- Mitracarpus schininianus E.L.Cabral, W.A.Medina & E.B.Souza
- Mitracarpus schizangius DC.
- Mitracarpus squarrosus (Poepp. ex Cham. & Schltdl.) Cham. & Schltdl. ex DC.
- Mitracarpus steyermarkii E.L.Cabral & Bacigalupo
- Mitracarpus tenuis Urb.
- Mitracarpus trichanthus Borhidi & Lozada-Pérez

Selon World Checklist of Selected Plant Families (WCSP) (8 mars 2020) :
- Mitracarpus acunae Alain (1959)
- Mitracarpus albomarginatus E.B.Souza (2010)
- Mitracarpus anthospermoides K.Schum. (1888)
- Mitracarpus aristatus Borhidi & Lozada-Pérez (2007)
- Mitracarpus bacigalupoae E.L.Cabral, W.A.Medina & E.B.Souza (2009)
- Mitracarpus bahorucanus Zanoni (1989)
- Mitracarpus baturitensis Sucre (1971)
- Mitracarpus bicrucis Bacigalupo & E.L.Cabral (2005)
- Mitracarpus brachystigma Urb. (1913)
- Mitracarpus brasiliensis M.L.Porto & J.L.Wächt. (1977)
- Mitracarpus breviflorus A.Gray (1853)
- Mitracarpus brevis K.Schum. & R.Fr., Nova Acta Regiae Soc. Sci. Upsal., ser. 4 (1905)
- Mitracarpus buiquensis E.B.Souza & Zappi (2010)
- Mitracarpus capitatus Lozada-Pérez & Borhidi (2007)
- Mitracarpus carajasensis E.L.Cabral, Sobrado & E.B.Souza (2013)
- Mitracarpus carnosus Borhidi & Lozada-Pérez (2007)
- Mitracarpus christii Urb. (1903)
- Mitracarpus decumbens Urb. (1926)
- Mitracarpus depauperatus Britton & P.Wilson (1916)
- Mitracarpus diversifolius E.B.Souza & E.L.Cabral (2010)
- Mitracarpus eichleri K.Schum. (1888)
- Mitracarpus eitenii E.B.Souza & E.L.Cabral (2010)
- Mitracarpus eritrichoides Standl., Publ. Field Columb. Mus. (1936)
- Mitracarpus falcatus Lozada-Pérez & Borhidi (2007)
- Mitracarpus federalensis E.L.Cabral, Sobrado & E.B.Souza (2013)
- Mitracarpus fernandesii E.L.Cabral, Sobrado & E.B.Souza (2013)
- Mitracarpus filipes Huber, Bull. Herb. Boissier, sér. 2 (1901)
- Mitracarpus fischeri (Link) Cham. & Schltdl. ex DC. (1830)
- Mitracarpus flagellatus Sucre (1969)
- Mitracarpus floribundus Borhidi & Lozada-Pérez (2007)
- Mitracarpus fortunii Britton & P.Wilson (1920)
- Mitracarpus frigidus (Willd.) K.Schum. (1888)
- Mitracarpus froesii (Sucre) E.L.Cabral & E.B.Souza (2010)
- Mitracarpus glabrescens (Griseb.) Urb. (1913)
- Mitracarpus gypsophilus Borhidi & E.Martínez (2012)
- Mitracarpus haitiensis Urb. (1913)
- Mitracarpus hasslerianus Chodat, Bull. Herb. Boissier, sér. 2 (1904)
- Mitracarpus hirtus (L.) DC. (1830)
- Mitracarpus laeteviridis C.Wright (1869)
- Mitracarpus lhotzkyanus Cham. (1834)
- Mitracarpus linearifolius A.Rich. (1850)
- Mitracarpus linearis Benth. (1844)
- Mitracarpus longicalyx E.B.Souza & M.F.Sales (2001 publ. 2002)
- Mitracarpus maxwelliae Britton & P.Wilson (1925)
- Mitracarpus megapotamicus (Spreng.) Kuntze (1898)
- Mitracarpus micranthus Borhidi & E.Martínez (2015)
- Mitracarpus microspermus K.Schum. (1888)
- Mitracarpus nitidus E.B.Souza & Zappi (2010)
- Mitracarpus parvulus K.Schum. (1888)
- Mitracarpus polycladus Urb. (1903)
- Mitracarpus polygonifolius (A.St.-Hil.) R.M.Salas & E.B.Souza (2015)
- Mitracarpus portoricensis (Urb.) Urb. (1911)
- Mitracarpus pusillus Steyerm. (1978)
- Mitracarpus recurvatus Standl., Publ. Field Columb. Mus. (1931)
- Mitracarpus rigidifolius Standl., Publ. Field Columb. Mus. (1931)
- Mitracarpus rizzinianus Machado (1954)
- Mitracarpus robustus E.B.Souza & E.L.Cabral (2010)
- Mitracarpus sagranus DC. (1830)
- Mitracarpus salzmannianus DC. (1830)
- Mitracarpus scaberulus Urb. (1928)
- Mitracarpus schininianus E.L.Cabral, W.A.Medina & E.B.Souza (2009)
- Mitracarpus schizangius DC. (1830)
- Mitracarpus squarrosus (Poepp. ex Cham. & Schltdl.) Cham. & Schltdl. ex DC. (1828)
- Mitracarpus steyermarkii E.L.Cabral & Bacigalupo (1997)
- Mitracarpus tenuis Urb. (1923)
- Mitracarpus trichanthus Borhidi & Lozada-Pérez (2007)

Selon The Plant List (8 mars 2020) :
- Mitracarpus acunae Alain
- Mitracarpus albomarginatus E.B.Souza
- Mitracarpus anthospermoides K.Schum.
- Mitracarpus aristatus Borhidi & Lozada-Pérez
- Mitracarpus bacigalupoae E.L.Cabral, W.A.Medina & E.B.Souza
- Mitracarpus bahorucanus Zanoni
- Mitracarpus bakeri Urb.
- Mitracarpus baturitensis Sucre
- Mitracarpus bicrucis Bacigalupo & E.L.Cabral
- Mitracarpus brachystigma Urb.
- Mitracarpus brasiliensis M.L.Porto & J.L.Wächt.
- Mitracarpus breviflorus A.Gray
- Mitracarpus brevis K.Schum. & R.Fr.
- Mitracarpus buiquensis E.B.Souza & Zappi
- Mitracarpus capitatus Lozada-Pérez & Borhidi
- Mitracarpus carnosus Borhidi & Lozada-Pérez
- Mitracarpus christii Urb.
- Mitracarpus crassifolius A.Rich.
- Mitracarpus decumbens Urb.
- Mitracarpus depauperatus Britton & P.Wilson ex Britton
- Mitracarpus diodioides A.Rich.
- Mitracarpus diversifolius E.B.Souza & E.L.Cabral
- Mitracarpus eichleri K.Schum.
- Mitracarpus eitenii E.B.Souza & E.L.Cabral
- Mitracarpus eritrichoides Standl.
- Mitracarpus falcatus Lozada-Pérez & Borhidi
- Mitracarpus filipes Huber
- Mitracarpus fischeri (Link) DC.
- Mitracarpus flagellatus Sucre
- Mitracarpus floribundus Borhidi & Lozada-Pérez
- Mitracarpus fortunii Britton & P.Wilson
- Mitracarpus frigidus (Willd. ex Roem. & Schult.) K.Schum.
- Mitracarpus froesii (Sucre) E.L.Cabral & E.B.Souza
- Mitracarpus glabrescens (Griseb.) Urb.
- Mitracarpus haitiensis Urb.
- Mitracarpus hasslerianus Chodat
- Mitracarpus hirtus (L.) DC.
- Mitracarpus laeteviridis C.Wright
- Mitracarpus lhotzkyanus Cham.
- Mitracarpus linearifolius A.Rich.
- Mitracarpus linearis Benth.
- Mitracarpus longicalyx E.B.Souza & M.F.Sales
- Mitracarpus maxwelliae Britton & P.Wilson
- Mitracarpus megapotamicus (Spreng.) Kuntze
- Mitracarpus microspermus K.Schum.
- Mitracarpus nitidus E.B.Souza & Zappi
- Mitracarpus pallidus Hook. & Arn.
- Mitracarpus parvulus K.Schum.
- Mitracarpus polycladus Urb.
- Mitracarpus pusillus Steyerm.
- Mitracarpus recurvatus Standl.
- Mitracarpus rigidifolius Standl.
- Mitracarpus rizzinianus Machado
- Mitracarpus robustus E.B.Souza & E.L.Cabral
- Mitracarpus sagranus DC.
- Mitracarpus salzmannianus DC.
- Mitracarpus scaberulus Urb.
- Mitracarpus schininianus E.L.Cabral, W.A.Medina & E.B.Souza
- Mitracarpus schizangius DC.
- Mitracarpus squarrosus (Poepp. ex Cham. & Schltdl.) DC.
- Mitracarpus steyermarkii E.L.Cabral & Bacigalupo
- Mitracarpus stylosus (Link) DC.
- Mitracarpus tenuis Urb.
- Mitracarpus trichanthus Borhidi & Lozada-Pérez

Selon Tropicos (8 mars 2020) (Attention liste brute contenant possiblement des synonymes) :
- Mitracarpus acunae Alain
- Mitracarpus albomarginatus E.B.d. Souza
- Mitracarpus anthospermoides K. Schum.
- Mitracarpus aristatus Borhidi & Lozada-Pérez
- Mitracarpus bacigalupoae E.L. Cabral, W.A. Medina & E.B.d. Souza
- Mitracarpus bahorucanus Zanoni
- Mitracarpus bakeri Urb.
- Mitracarpus baturitensis Sucre
- Mitracarpus bicrucis Bacigalupo & E.L. Cabral
- Mitracarpus brachystigma Urb.
- Mitracarpus brasiliensis M. Porto & Waechter
- Mitracarpus breviflorus A. Gray
- Mitracarpus brevis K. Schum. & R.E. Fr.
- Mitracarpus buiquensis E.B.d. Souza & Zappi
- Mitracarpus capitatus Lozada-Pérez & Borhidi
- Mitracarpus carajasensis E.L. Cabral, Sobrado & E.B.d. Souza
- Mitracarpus carnosus Borhidi & Lozada-Pérez
- Mitracarpus christii Urb.
- Mitracarpus crassifolius Rich.
- Mitracarpus cuspidatum DC.
- Mitracarpus decumbens Urb.
- Mitracarpus depauperatus Britton & P. Wilson ex Britton
- Mitracarpus diffusus (Willd. ex Roem. & Schult.) Cham. & Schltdl.
- Mitracarpus diodioides A. Rich.
- Mitracarpus discolor Miq.
- Mitracarpus diversifolius E.B.d. Souza & E.L. Cabral
- Mitracarpus dregeanum Harv. & Sond.
- Mitracarpus dregeanus Sond.
- Mitracarpus eichleri K. Schum.
- Mitracarpus eitenii E.B.d. Souza & E.L. Cabral
- Mitracarpus eritrichoides Standl.
- Mitracarpus falcatus Lozada-Pérez & Borhidi
- Mitracarpus federalensis E.L. Cabral, Sobrado & E.B.d. Souza
- Mitracarpus felipponei Beauverd
- Mitracarpus fernandesii E.L. Cabral, Sobrado & E.B.d. Souza
- Mitracarpus filipes Huber
- Mitracarpus fischeri (Link) Cham. & Schltdl.
- Mitracarpus flagellatus Sucre
- Mitracarpus floribundus Borhidi & Lozada-Pérez
- Mitracarpus fortunii Britton & P. Wilson
- Mitracarpus frigidus (Willd. ex Roem. & Schult.) K. Schum.
- Mitracarpus froesii (Sucre) E.L. Cabral & Cabaña Fader
- Mitracarpus fruticosus Standl.
- Mitracarpus glabrescens (Griseb.) Urb.
- Mitracarpus gypsophilus Borhidi & E. Martínez
- Mitracarpus haitiensis Urb.
- Mitracarpus hasslerianus Chodat
- Mitracarpus hirtus (L.) DC.
- Mitracarpus humboldtianus Cham. & Schltdl.
- Mitracarpus laeteviridis C. Wright
- Mitracarpus lhotzkyanus Cham.
- Mitracarpus linearifolius A. Rich.
- Mitracarpus linearis Benth.
- Mitracarpus longicalyx E.B.d. Souza & M.F. Sales
- Mitracarpus maxwelliae Britton & P. Wilson
- Mitracarpus megapotamicus (Spreng.) Kuntze
- Mitracarpus micranthus Borhidi & E. Martínez
- Mitracarpus microspermus K. Schum.
- Mitracarpus minutiflorus K. Schum.
- Mitracarpus neglectum DC.
- Mitracarpus nitidus E.B.d. Souza & Zappi
- Mitracarpus pallidus Hook. & Arn.
- Mitracarpus parvulus K. Schum.
- Mitracarpus peladilla Griseb.
- Mitracarpus polycladus Urb.
- Mitracarpus portoricensis (Urb.) Urb.
- Mitracarpus puberulum Benth.
- Mitracarpus pusillus Steyerm.
- Mitracarpus recurvatus Standl.
- Mitracarpus rhadinophyllus (B.L. Rob.) L.O. Williams
- Mitracarpus rigidifolius Standl.
- Mitracarpus rizzinianus Machado
- Mitracarpus robustus E.B.d. Souza & E.L. Cabral
- Mitracarpus rudis Benth.
- Mitracarpus sagranus DC.
- Mitracarpus salzmannianus DC.
- Mitracarpus scaber Zucc.
- Mitracarpus scaberulus Urb.
- Mitracarpus scabrellus Benth.
- Mitracarpus schininianus E.L. Cabral, Medina & E.B.d. Souza
- Mitracarpus schizangius DC.
- Mitracarpus sellowianus Cham. & Schltdl.
- Mitracarpus simplex Rusby
- Mitracarpus squarrosus (Poepp. ex Cham. & Schltdl.) DC.
- Mitracarpus steyermarkii E.L. Cabral & Bacigalupo
- Mitracarpus stylosus (Link) Cham. & Schltdl.
- Mitracarpus tenuis Urb.
- Mitracarpus torresianum Cham. & Schltdl.
- Mitracarpus trichanthus Borhidi & Lozada-Pérez
- Mitracarpus verticillatus (Schumach. & Thonn.) Vatke
- Mitracarpus villosus (Sw.) DC.
- Mitracarpus virgatus (Link ex Roem. & Schult.) Cham. & Schltdl.
- Mitracarpus zuccarini Schult.